# کاپفنشتاین
کاپفنشتاین (به آلمانی: Kapfenstein) یک منطقهٔ مسکونی در اتریش است که در زودوست‌اشتایرمارک واقع شده‌است. کاپفنشتاین ۲۸٫۵۱ کیلومتر مربع مساحت دارد ۳۰۰ متر بالاتر از سطح دریا واقع شده‌است.